# Bandera dels Territoris del Nord-oest
La bandera dels Territoris del Nord-oest fou adoptada el gener de 1969 pel Consell dels Territoris del Nord-oest i fou el resultat d'un concurs d'àmbit nacional presentat al Comitè de Banderes del Consell Territorial. Robert Bessant, de 17 anys, de Margaret (Manitoba), fou l'autor del disseny guanyador.

## Disseny
El disseny, anomenat pal canadenc, està format per una franja quadrada central, que ocupa la meitat de la llargada de la bandera, i dues franges laterals blaves en proporció 1:2:1.
A la part central carrega l'escut del territori que presenta una partició en tres. El terç superior, truncat dentat, representa el paquet de gel polar de l'oceà àrtic i està travessat per una línia blava ondulada que simbolitza el pas del Nord-oest. La línia diagonal que separa els segments vermell i verd dels dos terços inferiors de l'escut reflecteix límit arbori. El verd simbolitza les zones boscoses al sud del límit, mentre que el vermell representa la tundra al nord. Els minerals i les pells d'animal, bases importants de la riquesa del nord, estan representats per rectangles d'or a la secció verda i la figura del cap de la guineu àrtica en la vermella.

## Bandera històrica
Els Territoris del Nord-oest no van tenir cap bandera pròpia durant la seva història inicial, però la bandera de la Companyia de la Badia de Hudson (HBC)va continuar utilitzant-se als forts, botigues i altres establiments d'aquesta companyia.

Bandera de la Companyia de la Badia de Hudson.

## Altres banderes

Bandera dels francòfons dels Territoris del Nord-oest.